# Guilhem Bec
Guilhem Bec (Rodez, 20 april 1972), die signeert onze zijn voornaam Guilhem, is een Frans stripauteur en illustrator. 

## Carrière
Guilhem Bec is de twee jaar jongere broer van Christophe Bec, die eveneens werkzaam is als stripauteur. Samen tekenden ze als scholier enkele amateurblaadjes met strips. Guilhem startte een opleiding industrieel tekenaar maar koos al snel voor een beroep als striptekenaar. Hij volgde een stage bij Peyo en kon daarna aan de slag als illustrator voor Franse tijdschriften als Le Journal de Mickey en Télé 7 Jeux. Daarna werd hij gecontacteerd door scenarist Pierre Veys om de stripreeks Space Mounties te tekenen, die oorspronkelijk getekend zou worden door Denis Bodart. Daarna tekende hij de humoristische fantasystrip Zarla op scenario van Jean-Louis Janssens, die werd gepubliceerd door Dupuis.